# Герб Ємільчиного
Герб Ємі́льчиного — офіційний символ смт Ємільчине Житомирської області, затверджений 18 грудня 2003 року рішенням XI сесії селищної ради XXIV скликання, скоригований 16 червня 2004 року рішенням XIV сесії селищної ради.
Автори — В. Дворецький, Андрій Гречило.

## Опис
Гербовий щит має форму прямокутника з півколом в основі. Щит розтятий срібним стовпом, на якому три лазурові квітки льону із золотими осердями, у правому зеленому полі золотий стільник, у якому чорно-золота бджола зі срібними крильцями, у лівому лазуровому полі — три золоті дубові листки (один і два).
Щит обрамований декоративним картушем і увінчаний срібною міською короною з трьома вежками.

## Символіка
Зелене й лазурове поля символізують лісові масиви й водойми, а срібний стовп — річку Уборть. Медовий стільник і бджола втілюють невтомну працю. Квітка льону та три дубові листки вказують на економічні галузі — розвиток льонарства та деревообробну промисловість.